# Dawsonia superba
Dawsonia superba (лат.) — вид политриховых мхов. Является самым высоким в мире прямостоячим мхом, достигая в высоту 60 см (но не самым длинным, поскольку вьющийся вид Spiridens reinwardtii способен достигать в длину трёх метров, взбираясь по опоре).

## Название
Род Доусония назван в честь английского ботаника Доусона Тёрнера. Видовое название superba означает «гигантская». Вероятно, Dawsonia superba является тем же видом, что и Dawsonia longifolia.

## Описание
Отдельные прямостоячие растения формируют колонию. Узкие, тонкие, заострённые листья длиной до 3,5 см располагаются по спирали вокруг достаточно толстого (1,5 мм) стебля. Спорофиты покрыты красно-коричневыми волосками. Несмотря на общие размеры Dawsonia superba, её споры — одни из самых мелких среди мхов. Они распространяются дождевой водой.
Обычно предельной высотой данного вида мха указываются 50—60 см, однако некоторые источники отмечают максимальную высоту в 70 или 80 см, либо даже более 1 м. Ввиду таких размеров Dawsonia superba легко перепутать с молодыми сеянцами сосны.

## Распространение и среда обитания
Вид встречается в Новой Зеландии, Австралии, Новой Гвинее. Произрастает на глинистых почвах, на берегах рек в сырых лесах. Предпочитает полную тень. В типичных условиях обитания распространён достаточно широко.